# Yongnam-myeon
Yongnam-myeon (koreanska: 용남면) är en socken  i staden Tongyeong i provinsen Södra Gyeongsang, i den södra delen av Sydkorea,
300 km sydost om huvudstaden Seoul. Till socknen hör 4 bebodda öar med totalt 343 invånare (2019) och 18 obebodda öar.